# Kazaroza (phim)
Kazaroza (tiếng Nga: Казароза) là một bộ phim trinh thám của đạo diễn Alyona Demyanenko, ra mắt lần đầu năm 2005. Truyện phim dựa theo tiểu thuyết cùng tên của nhà văn Leonid Yuzefovich.

## Nội dung
Năm 1920, cô ca sĩ Zinaida Kazaroza đi theo biểu diễn phục vụ đoàn quân Kolchak. Svechnikov, một cựu binh Hồng quân mời cô biểu diễn tại câu lạc bộ Esperanto. Đúng lúc ấy thì xảy ra cái chết bất ngờ của Kazaroza, buộc Svechnikov phải tiến hành một cuộc điều tra nhằm làm sáng tỏ nguyên nhân cái chết. Giúp anh tìm kiếm sự thật còn có Vagin, anh chàng phóng viên một tờ báo địa phương, người cũng có mặt tại buổi hòa nhạc, vào thời điểm xảy ra vụ án mạng.
Năm 1975, rất nhiều năm đã trôi qua, Svechnikov trở lại thị trấn và hồi tưởng lại chuyện xưa.

## Diễn viên
- Oksana Fandera... Zinaida Kazaroza
- Vladislav Galkin... Svechnikov
- Yegor Beroyev... Osipov
- Pyotr Velyaminov... Svechnikov (già)
- Kirill Lavrov... Osipov (già)
- Aleksandr Lykov... Neyman
- Yevgenya Kryukova... Milashevskaya
- Viktor Verzhbitsky... Sikorsky
- Maksim Averin... Varankin